# 캐나다 농구 국가대표팀
캐나다 농구 국가대표팀(영어: Canada national basketball team, 프랑스어: Équipe du Canada de basket-ball)은 캐나다의 농구 대표팀이다. 올림픽에 9회 참가하여 1936년 하계 올림픽에서 준우승을 차지했다.

## 주요 선수

### 현재
- 트리스턴 톰프슨 (클리블랜드 캐벌리어스)
- 앤드루 위긴스 (골든스테이트 워리어스)
- RJ 배럿 (토론토 랩터스)
- 셰이 길저스알렉산더 (오클라호마시티 선더)
- 루겐츠 도트 (오클라호마시티 선더)
- 니킬 알렉산더워커 (미네소타 팀버울브스)
- 드와이트 파월 (댈러스 매버릭스)
- 켈리 올리닉 (토론토 랩터스)
- 딜런 브룩스 (휴스턴 로키츠)
- 트레이 라일스 (새크라멘토 킹스)
- 자말 머레이 (덴버 너기츠)
- 앤드루 넴하드 (인디애나 페이서스)

### 과거
- 스티브 내시
- 릭 폭스
- 앤서니 베넷

## 같이 보기
- 국제 농구 아메리카 연맹
- 캐나다 여자 농구 국가대표팀